# Bushrod Rust Johnson

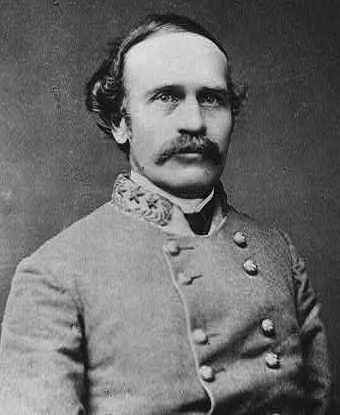
Bushrod Rust Johnson

Bushrod Rust Johnson (* 7. Oktober 1817 bei Morristown, Ohio; † 12. September 1880 in Brighton, Illinois) war Offizier des US-Heeres, Professor und Generalmajor im konföderierten Heer.
In eine Quäkerfamilie hineingeboren entschied er sich für eine Laufbahn beim Militär und wurde 1836 an die Militärakademie in West Point, New York berufen. Nach seinem Abschluss 1840 als 23. seines Jahrgangs nahm er als Infanterieoffizier am zweiten Seminolenkrieg und am Mexikanisch-Amerikanischen Krieg teil. Wegen des Verkaufs von Konterbande wurde er 1847 vor Gericht gestellt. Einer möglichen unehrenhaften Entlassung kam er durch den Austritt aus dem Heer zuvor. Johnson lehrte Philosophie und Chemie am Western Military Institute in Georgetown, Kentucky und als Professor an der Universität von Nashville Pionierwesen. 1852 heiratete er Mary E. Hatch mit der einen Sohn hatte.
Mit Beginn des Sezessionskrieges wurde Johnson Oberst in der Pioniertruppe der Miliz von Tennessee. Beim Bau der Forts Henry und Donelson war er maßgeblich beteiligt. Im Januar 1862 erfolgte seine Beförderung zum Brigadegeneral. Nach der Kapitulation von Fort Donelson geriet er in Gefangenschaft, konnte aber fliehen. In der Schlacht von Shiloh wurde er schwer verwundet, konnte aber bereits an den Schlachten bei Perryville und am Stones River wieder teilnehmen. In der Schlacht am Chickamauga führte er eine Division. Im Mai 1864 wurde er zum Generalmajor befördert und nahm an der Belagerung von Petersburg teil. Seine Division wurde am 6. April 1865 während der Gefechte am Sailor’s Creek zerschlagen, er selbst entkam aber.
Nach dem Krieg war er von 1870 bis kurz vor seinem Tod Kanzler der Universität von Nashville.